# Morante

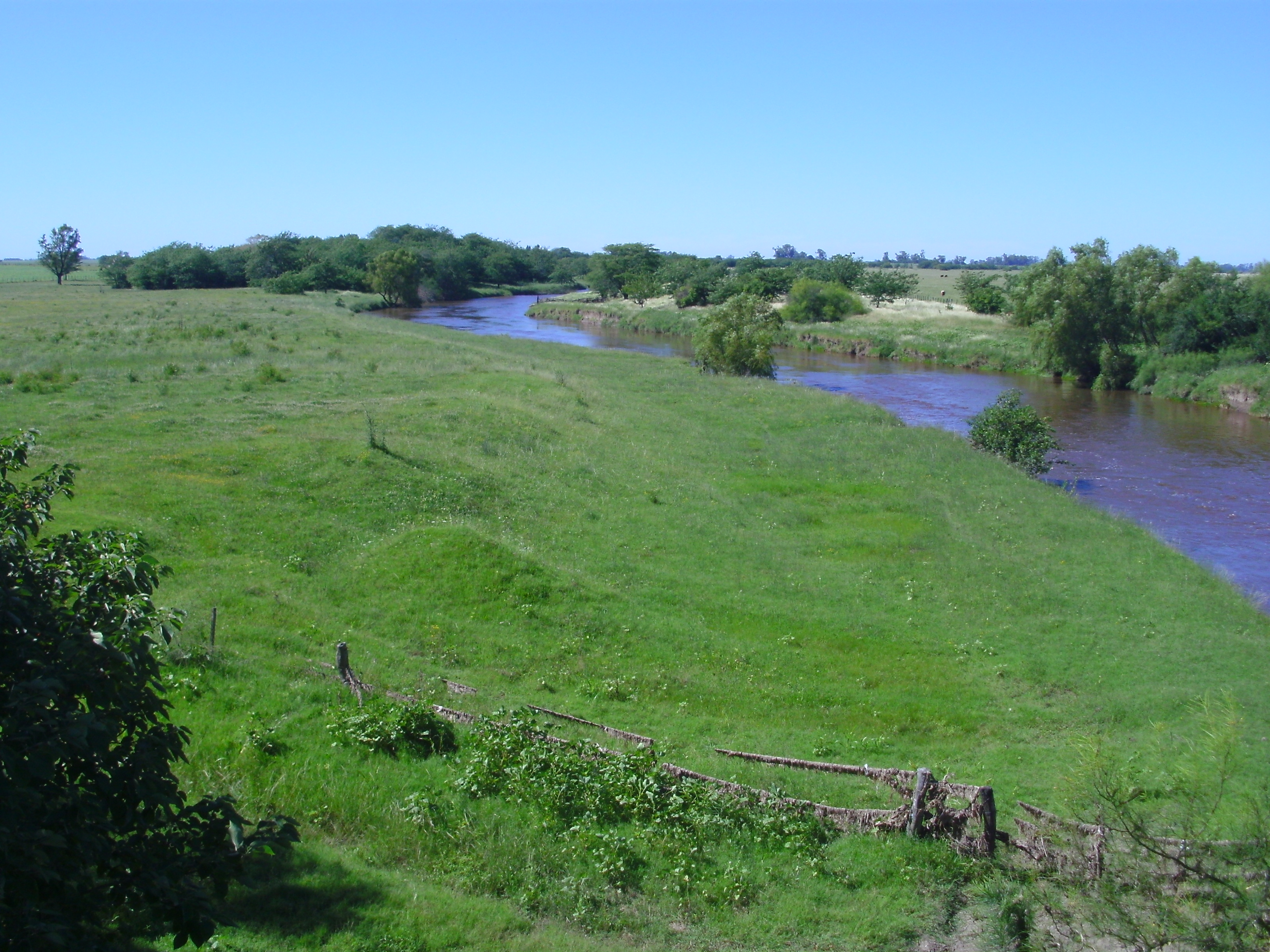
Vista del Arroyo del Medio desde el puente Figueredo, camino a Oratorio Morante

Morante es un paraje de 80 habitantes, a 11 kilómetros de la localidad de Godoy (1850 habitantes), en el departamento Constitución, provincia de Santa Fe, Argentina.
Se encuentra a Lat 33° 25’ S, Long 60° 23’ W, altura 41 m s. n. m.. El paraje corre riesgo de desaparecer, por la falta de actividades económicas para sus habitantes.

## Historia
El pequeño oratorio fue construido en 1770 por la familia de Juan Pereda y Morante.
Consagrado a la Virgen de los Remedios, cada 8 de septiembre convoca a cientos de peregrinos que encarnan sus muestras de fe en una multitudinaria procesión entre los campos y las calles del poblado de solo 80 almas.
A la vera de la capilla está el histórico cementerio donde descansan los restos de algunos de los soldados que participaron, el 17 de septiembre de 1861, en la batalla de Pavón, entre las fuerzas mitristas de Buenos Aires y las de la Confederación, al mando del Gral. Justo José de Urquiza. Allí, 16 cruces son el mudo testimonio de las luchas por la organización nacional.
A pocos metros, la primera escuela del paraje, construida en 1887, se ha convertido en la sede del Museo Marcos Rivas. La historia está presente en cada lugar de Morante: a 2 km de allí fue fusilado el gobernador santafesino Domingo Cullen (donde aún hoy se puede visitar el lugar con la presencia de un viejo ombú) y sus parajes fueron postas de descanso de José de San Martín y Manuel Belgrano, entre otros.
El paraje fue parte de momentos importantes de la historia argentina del siglo XX. En octubre de 1945 el chofer de la Municipalidad de San Nicolás de los Arroyos, Honorio Zariaga, relató en muchas ocasiones cuando transportó a Eva Duarte de Perón hacia la estancia de Román Subiza (quien fuera Secretario de Asuntos Políticos durante la presidencia de Juan Domingo Perón) ubicada en Oratorio Morante.

## Turismo
Existe un emprendimiento cultural-turístico del proyecto “Godoy y Morante, preservar la tierra y su cultura”, delineado por la “Asociación Responde, recuperación social de poblados que desaparecen”, que delinea las posibilidades turísticas que brindan la historia, la fe y la naturaleza.
Los sitios que el proyecto plantea como opciones turísticas son:
- Antigua capilla del siglo XVIII.
- Histórico santuario del cementerio donde descansan los restos de los soldados que participaron en la batalla de Pavón.
- Escuela del siglo XIX convertida en incipiente museo.
- Casa de comidas regionales.
- Senderos naturales que muestran la variada flora del lugar.

El proyecto se desarrolla lentamente con el aporte de algunos vecinos del lugar y autoridades provinciales.

## Ubicación y accesos
El paraje se encuentra a 35 km de la ciudad de Villa Constitución, 80 km de la ciudad de Rosario y a 240 km de la ciudad de Santa Fe. Los accesos son:
- En automóvil: por la autopista Buenos Aires-Rosario (Ruta panamericana), en el km 245 cruza la Ruta RP 90 (salida a Villa Constitución - Melincué). Tomar la salida y sobre el puente girar a la izquierda (hacia Melincué). Luego de 21 km está el acceso a Oratorio Morante y 2 km más adelante se llega al acceso a Godoy
- En ómnibus: los servicios de larga distancia más cercanos permiten llegar a San Nicolás y en menor medida a Villa Constitución. Existe un servicio regular de minibuses que recorren el trayecto entre Godoy y Villa Constitución 3 veces al día